# Campionato australiano di calcio
Il campionato australiano di calcio è un insieme di tornei nazionali, la cui massima divisione è rappresentata dall'A-League Men, organizzata dalla Federazione calcistica dell'Australia (in inglese Football Federation Australia, abbreviata in FFA). Il campionato dal 1977 è costituito da una massima divisione controllata dalla FFA e alcune serie inferiori disputate a livello regionale.
A differenza di altri campionati nazionali, quello australiano non prevede il sistema di promozione e retrocessione tra la prima e la seconda serie, così come tra  leghe di stati differenti nelle divisioni minori.
Per ogni partita sono assegnati tre punti alla squadra vincitrice dell'incontro e zero a quella sconfitta. In caso di pareggio è assegnato un punto a entrambe.
Nel caso in cui due o più squadre finiscano la stagione a parità di punti, sono applicati i seguenti criteri:
- maggiore differenza reti;
- maggior numero di gol segnati;
- maggior numero di punti conquistati negli scontri diretti;
- maggiore differenza reti negli scontri diretti;
- maggior numero di gol segnati negli scontri diretti;
- minor numero di cartellini rossi;
- minor numero di cartellini gialli;
- lancio della moneta.

## Attuale sistema
Di seguito sono elencati la prima divisione e i livelli degli Stati dell'Australia a partire dalla riforma del 2025 attuata dalla FFA.
| 1  | A-League Men 13 squadre (2 della Nuova Zelanda) nessuna retrocessione      | A-League Men 13 squadre (2 della Nuova Zelanda) nessuna retrocessione | A-League Men 13 squadre (2 della Nuova Zelanda) nessuna retrocessione | A-League Men 13 squadre (2 della Nuova Zelanda) nessuna retrocessione   | A-League Men 13 squadre (2 della Nuova Zelanda) nessuna retrocessione  | A-League Men 13 squadre (2 della Nuova Zelanda) nessuna retrocessione  | A-League Men 13 squadre (2 della Nuova Zelanda) nessuna retrocessione           | A-League Men 13 squadre (2 della Nuova Zelanda) nessuna retrocessione               | A-League Men 13 squadre (2 della Nuova Zelanda) nessuna retrocessione                        | A-League Men 13 squadre (2 della Nuova Zelanda) nessuna retrocessione                        | A-League Men 13 squadre (2 della Nuova Zelanda) nessuna retrocessione                        | A-League Men 13 squadre (2 della Nuova Zelanda) nessuna retrocessione                        | A-League Men 13 squadre (2 della Nuova Zelanda) nessuna retrocessione | A-League Men 13 squadre (2 della Nuova Zelanda) nessuna retrocessione     | A-League Men 13 squadre (2 della Nuova Zelanda) nessuna retrocessione |
| 2  | NSD 10/12 squadre nessuna promozione nessuna retrocessione                 | NSD 10/12 squadre nessuna promozione nessuna retrocessione            | NSD 10/12 squadre nessuna promozione nessuna retrocessione            | NSD 10/12 squadre nessuna promozione nessuna retrocessione              | NSD 10/12 squadre nessuna promozione nessuna retrocessione             | NSD 10/12 squadre nessuna promozione nessuna retrocessione             | NSD 10/12 squadre nessuna promozione nessuna retrocessione                      | NSD 10/12 squadre nessuna promozione nessuna retrocessione                          | NSD 10/12 squadre nessuna promozione nessuna retrocessione                                   | NSD 10/12 squadre nessuna promozione nessuna retrocessione                                   | NSD 10/12 squadre nessuna promozione nessuna retrocessione                                   | NSD 10/12 squadre nessuna promozione nessuna retrocessione                                   | NSD 10/12 squadre nessuna promozione nessuna retrocessione            | NSD 10/12 squadre nessuna promozione nessuna retrocessione                | NSD 10/12 squadre nessuna promozione nessuna retrocessione            |
| 3  | NPL 94 squadre                                                             | NPL 94 squadre                                                        | NPL 94 squadre                                                        | NPL 94 squadre                                                          | NPL 94 squadre                                                         | NPL 94 squadre                                                         | NPL 94 squadre                                                                  | NPL 94 squadre                                                                      | NPL 94 squadre                                                                               | NPL 94 squadre                                                                               | NPL 94 squadre                                                                               | NPL 94 squadre                                                                               | NPL 94 squadre                                                        | FNT 12 squadre                                                            | FNT 12 squadre                                                        |
| 3  | NPL ACT 8 squadre nessuna promozione ↓ 1 retrocessione                     | NPL NSW 16 squadre nessuna promozione ↓ 1-2 retrocessioni             | NPL Northern NSW 12 squadre nessuna promozione ↓ 1-2 retrocessioni    | NPL Queensland 12 squadre nessuna promozione ↓ 2 retrocessioni          | NPL SA 12 squadre nessuna promozione ↓ 2 retrocessioni                 | NPL SA 12 squadre nessuna promozione ↓ 2 retrocessioni                 | NPL Tasmania 8 squadre nessuna promozione ↓ 1-2 retrocessioni                   | NPL Tasmania 8 squadre nessuna promozione ↓ 1-2 retrocessioni                       | NPL Victoria 14 squadre nessuna promozione ↓ 2 retrocessioni                                 | NPL Victoria 14 squadre nessuna promozione ↓ 2 retrocessioni                                 | NPL Victoria 14 squadre nessuna promozione ↓ 2 retrocessioni                                 | NPL Victoria 14 squadre nessuna promozione ↓ 2 retrocessioni                                 | NPL WA 12 squadre nessuna promozione ↓ 1-2 retrocessioni              | NorZone Premier League 8 squadre nessuna promozione nessuna retrocessione | Southern Zone Premier League 4 squadre nessuna promozione             |
| 4  | Capital Premier League 8 squadre ↑ 1 promozione nessuna retrocessione      | NSW League 1 16 squadre ↑ 1-2 promozioni ↓ 1-2 retrocessioni          | Northern League One 10 squadre ↑ 1-2 promozioni ↓ 1 retrocessione     | Queensland Premier League 1 12 squadre ↑ 2 promozioni ↓ 2 retrocessioni | SA State League 1 12 clubs ↑ 2 promozioni ↓ 2 retrocessioni            | SA State League 1 12 clubs ↑ 2 promozioni ↓ 2 retrocessioni            | Tasmania Northern Championship 8 squadre ↑ 0-1 promozioni nessuna retrocessione | Tasmania Southern Championship 12 squadre ↑ 0-1 promozioni nessuna retrocessione    | VPL 1 14 squadre ↑ 2 promozioni ↓ 2 retrocessioni                                            | VPL 1 14 squadre ↑ 2 promozioni ↓ 2 retrocessioni                                            | VPL 1 14 squadre ↑ 2 promozioni ↓ 2 retrocessioni                                            | VPL 1 14 squadre ↑ 2 promozioni ↓ 2 retrocessioni                                            | WA State League 1 12 squadre ↑ 1-2 promozioni ↓ 1-2 retrocessioni     | NorZone Division 1 8 squadre nessuna promozione                           |                                                                       |
| 5  | ACT State League 1 10 squadre nessuna promozione ↓ 1 retrocessione         | NSW League 2 16 squadre ↑ 1-2 promozioni nessuna retrocessione        | Zone League One 12 squadre ↑ 1 promozione ↓ 1 retrocessione           | Queensland Premier League 2 12 squadre ↑ 2 promozioni ↓ 1 retrocessione | SA State League 2 North 8 squadre ↑ 2 promozioni nessuna retrocessione | SA State League 2 South 8 squadre ↑ 2 promozioni nessuna retrocessione | Tasmania Northern Social League 8 squadre nessuna promozione                    | Tasmania Southern Championship 2 8 squadre nessuna promozione nessuna retrocessione | VPL 2 12 squadre ↑ 2 promozioni ↓ 2 retrocessioni                                            | VPL 2 12 squadre ↑ 2 promozioni ↓ 2 retrocessioni                                            | VPL 2 12 squadre ↑ 2 promozioni ↓ 2 retrocessioni                                            | VPL 2 12 squadre ↑ 2 promozioni ↓ 2 retrocessioni                                            | WA State League 2 12 squadre ↑ 1-2 promozioni ↓ 1 retrocessione       |                                                                           |                                                                       |
| 6  | ACT State League 2 10 squadre ↑ 1 promozione ↓ 1 retrocessione             | Regional 19 distretti nessuna promozione                              | Zone League Two 10 squadre ↑ 1 promozione ↓ 1 retrocessione           | Regional 9 distretti ↑ 1 promozione                                     | Regional 6 distretti nessuna promozione                                | Regional 6 distretti nessuna promozione                                |                                                                                 | Tasmania Southern Championship 3 8 squadre nessuna promozione nessuna retrocessione | State League 1 North-West 14 squadre ↑ 1 promozione ↓ 2 retrocessioni                        | State League 1 North-West 14 squadre ↑ 1 promozione ↓ 2 retrocessioni                        | State League 1 South-East 14 squadre ↑ 1 promozione ↓ 2 retrocessioni                        | State League 1 South-East 14 squadre ↑ 1 promozione ↓ 2 retrocessioni                        | Regional 12 distretti nessuna promozione                              |                                                                           |                                                                       |
| 7  | ACT Community League 3 10 squadre ↑ 1 promozione nessuna retrocessione     |                                                                       | Zone League Three 10 squadre ↑ 1 promozione nessuna retrocessione     |                                                                         |                                                                        |                                                                        |                                                                                 | Tasmania Southern Championship 4 8 squadre nessuna promozione nessuna retrocessione | State League 2 North-West 12 squadre ↑ 2 promozioni ↓ 2 retrocessioni                        | State League 2 North-West 12 squadre ↑ 2 promozioni ↓ 2 retrocessioni                        | State League 2 South-East 12 squadre ↑ 2 promozioni ↓ 2 retrocessioni                        | State League 2 South-East 12 squadre ↑ 2 promozioni ↓ 2 retrocessioni                        |                                                                       |                                                                           |                                                                       |
| 8  | ACT Community League 4 10 squadre nessuna promozione nessuna retrocessione |                                                                       | Regional 5 distretti nessuna promozione                               |                                                                         |                                                                        |                                                                        |                                                                                 | Tasmania Southern Championship 5 10 squadre nessuna promozione                      | State League 3 North-West 12 squadre ↑ 2 promozioni ↓ 2 retrocessioni                        | State League 3 North-West 12 squadre ↑ 2 promozioni ↓ 2 retrocessioni                        | State League 3 South-East 12 squadre ↑ 2 promozioni ↓ 2 retrocessioni                        | State League 3 South-East 12 squadre ↑ 2 promozioni ↓ 2 retrocessioni                        |                                                                       |                                                                           |                                                                       |
| 9  | ACT Community League 5 10 squadre nessuna promozione nessuna retrocessione |                                                                       |                                                                       |                                                                         |                                                                        |                                                                        |                                                                                 |                                                                                     | VSL 4 West 12 squadre ↑ 1 promozione ↓ 2 retrocessioni                                       | VSL 4 North 12 clubs ↑ 1 promozione ↓ 2 retrocessioni                                        | VSL 4 South 12 clubs ↑ 1 promozione ↓ 2 retrocessioni                                        | VSL 4 East 12 clubs ↑ 1 promozione ↓ 2 retrocessioni                                         |                                                                       |                                                                           |                                                                       |
| 10 | ACT Community League 6 10 squadre nessuna promozione                       |                                                                       |                                                                       |                                                                         |                                                                        |                                                                        |                                                                                 |                                                                                     | VSL 5 West 12 squadre ↑ 2 promozioni nessuna retrocessione                                   | VSL 5 North 12 squadre ↑ 2 promozioni nessuna retrocessione                                  | VSL 5 South 12 squadre ↑ 2 promozioni nessuna retrocessione                                  | VSL 5 East 12 squadre ↑ 2 promozioni nessuna retrocessione                                   |                                                                       |                                                                           |                                                                       |
| 11 |                                                                            |                                                                       |                                                                       |                                                                         |                                                                        |                                                                        |                                                                                 |                                                                                     | Metropolitan Leagues 9 divisioni nessuna promozione Regional 14 distretti nessuna promozione | Metropolitan Leagues 9 divisioni nessuna promozione Regional 14 distretti nessuna promozione | Metropolitan Leagues 9 divisioni nessuna promozione Regional 14 distretti nessuna promozione | Metropolitan Leagues 9 divisioni nessuna promozione Regional 14 distretti nessuna promozione |                                                                       |                                                                           |                                                                       |